# Dust and Dreams
Albums de Camel
Stationary Traveller
(1984) Harbour of Tears
(1996)
Dust and Dreams est le onzième album studio de Camel, sorti en 1991. Il s'agit d'un album-concept inspiré du roman de John Steinbeck Les Raisins de la colère.

## Titres
Toutes les chansons sont d'Andrew Latimer, sauf mention contraire.
1. Dust Bowl – 1:54
2. Go West – 3:42
3. Dusted Out – 1:35
4. Mother Road – 4:15
5. Needles – 2:34
6. Rose of Sharon (Susan Hoover, Latimer) – 4:48
7. Milk n' Honey – 3:30
8. End of the Line (Hoover, Latimer) – 6:52
9. Storm Clouds – 2:06
10. Cotton Camp – 2:55
11. Broken Banks – 0:34
12. Sheet Rain – 2:14
13. Whispers – 0:52
14. Little Rivers and Little Rose – 1:56
15. Hopeless Anger – 4:57
16. Whispers in the Rain – 2:56

## Musiciens
- Andrew Latimer : chant, guitares, flûte, claviers
- Colin Bass : basse
- Ton Scherpenzeel : claviers
- Paul Burgess : batterie
- John Xepoleas : batterie
- David Paton : chant (6)
- Mae McKenna (en) : chant (6)
- Don Harriss : claviers
- Christopher Bock : batterie
- Neil Panton : hautbois
- John Burton : cor d'harmonie
- Kim Venaas : harmonica, timbales